# Département Ems-Oriental

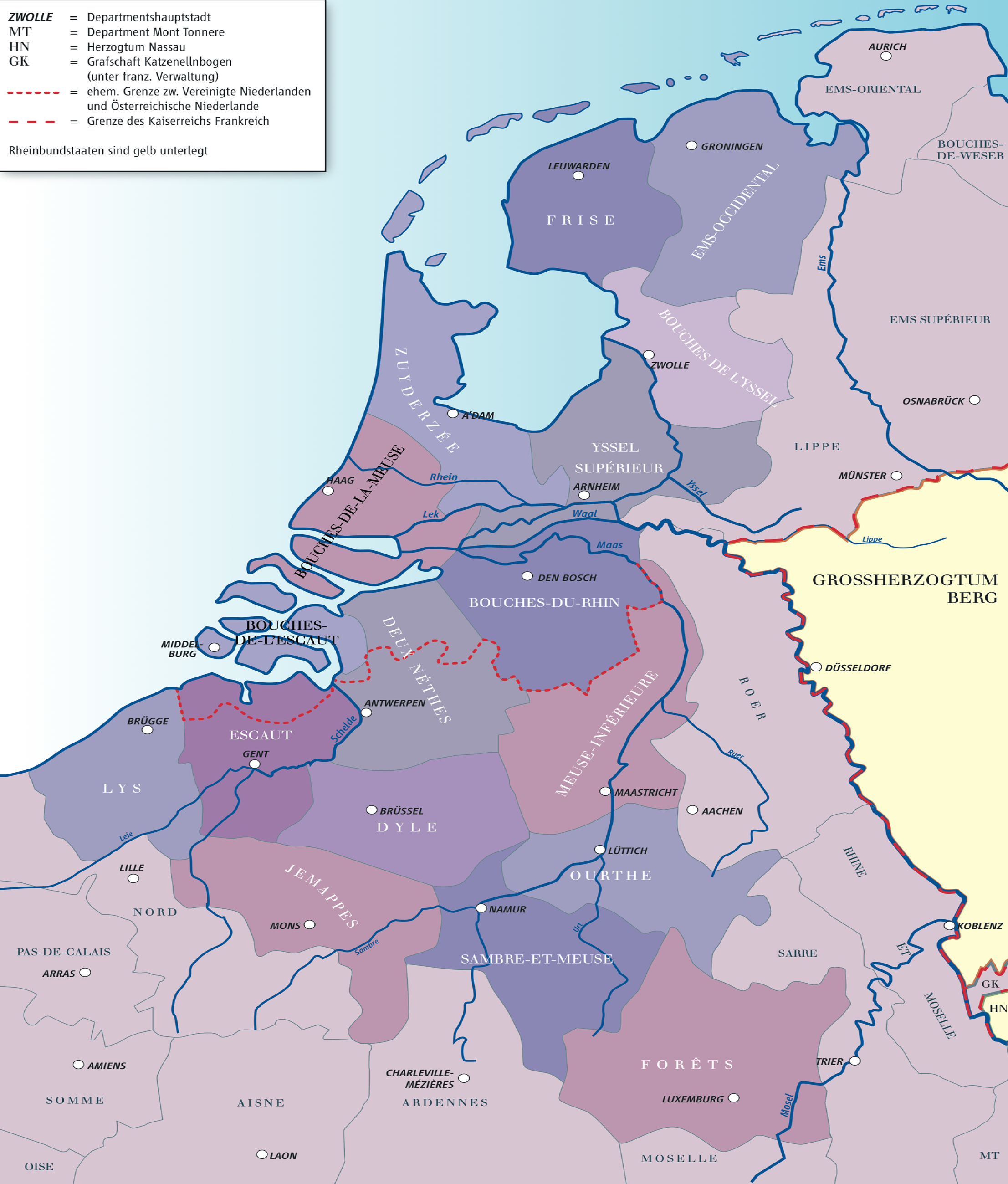
Landkarte der Departements in der heutigen Benelux-Region

Das Département Ems-Oriental (deutsch Departement der Ost-Ems; niederländisch Departement van de Ooster-Eems) war ein von 1811 bis 1813 zum französischen Staat gehörendes Département. Es umfasste Teile Ostfrieslands und des Jeverlandes im heutigen Niedersachsen.

## Geschichte
Nach der Schlacht bei Jena und Auerstedt (1806) und dem daraufhin erfolgten Frieden von Tilsit (1807) fielen Ostfriesland und das Jeverland als Department Oost-Friesland an das Königreich Holland und damit in den französischen Machtbereich. Im Jahr 1810 kam die Region schließlich als Département Ems-Orientale (Osterems) unmittelbar zum französischen Kaiserreich. Im Jahr 1812 sollte auf das französische Maß- und Gewichtssystem umgestellt werden, dazu kam es allerdings nicht mehr. Nach Napoléons Niederlage in der Völkerschlacht bei Leipzig wurden die alten Grenzen 1814 wiederhergestellt, Ostfriesland kam schließlich zum Königreich Hannover, das Jeverland zu Oldenburg.

## Gebiet
Das Département Ems-Oriental bestand im Wesentlichen aus dem zuvor preußischen Fürstentum Ostfriesland und Teilen der Herrschaft Jever. Der russische Zar Alexander I. hatte die Herrschaft Jever am 7. Juli 1807 im Frieden von Tilsit an das Königreich Holland abgetreten. Das ostfriesische Gebiet westlich Ems (Rheiderland) wurde aufgrund alter niederländischer Ansprüche aus Ostfriesland ausgegliedert und dem niederländischen Département Ems-Occidental mit dem Hauptort Groningen zugeschlagen.

## Gliederung
Hauptort (chef-lieu) des Departements bzw. Sitz der Präfektur war die Stadt Aurich. Das Departement war in drei Arrondissements mit insgesamt 14 Kantonen unterteilt, die wiederum in Mairien (Bürgermeistereien) untergliedert waren:
| Arrondissement | Kanton      | Mairien (Bürgermeistereien)                                                                                             |
| -------------- | ----------- | --- |
| Aurich         | Aurich      | Aurich, Engerhafe, Middels, Victorbur, Wiegboldsbur                                                                     |
| Aurich         | Berum       | Arle, Baltrum, Dornum, Hage, Lütetsburg, Nesse, Norderney                                                               |
| Aurich         | Norden      | Norden, Juist, Marienhafe, Norderland                                                                                   |
| Aurich         | Timmel      | Timmel, Aurich-Oldendorf, Bagband, Hatshausen, Weene                                                                    |
| Emden          | Emden       | Emden |
| Emden          | Leer        | Leer, Driever, Ihrhove, Neermoor, Steenfelde, Veenhusen, Völlen                                                         |
| Emden          | Oldersum    | Oldersum, Canum, Hinte, Larrelt, Loppersum, Petkum, Rorichum, Simonswolde, Wybelsum, Wolthusen                          |
| Emden          | Pewsum      | Pewsum, Borkum, Eilsum, Greetsiel, Grimersum, Groothusen, Hamswehrum, Loquard, Manslagt, Rysum, Uttum, Visquard, Wirdum |
| Emden          | Stickhausen | Amdorf, Backemoor, Collinghorst, Detern, Filsum, Hesel, Holtland, Loga, Nortmoor, Potshausen, Rhaude, Uplengen          |
| Jever          | Esens       | Esens, Bense, Dunum, Harlingen, Langeoog, Roggenstede, Spiekeroog, Stedesdorf, Werdum, Westeraccum                      |
| Jever          | Hooksiel    | Hooksiel, Fedderwarden, Hohenkirchen, Minsen, Waddewarden, Wangerooge, Wiarden                                          |
| Jever          | Jever       | Jever, Cleverns, Oldorf, Schortens, Sillenstede, Tettens                                                                |
| Jever          | Rüstringen  | Etzel, Gödens, Horsten, Neuende, Reepsholt, Sande                                                                       |
| Jever          | Wittmund    | Wittmund, Asel, Berdum, Burhafe, Buttforde, Carolinensiel, Funnix                                                       |

Das Departement hatte im Jahr 1812 insgesamt 128.200 Einwohner.